# デ・ハビランド DH.82 タイガー・モス

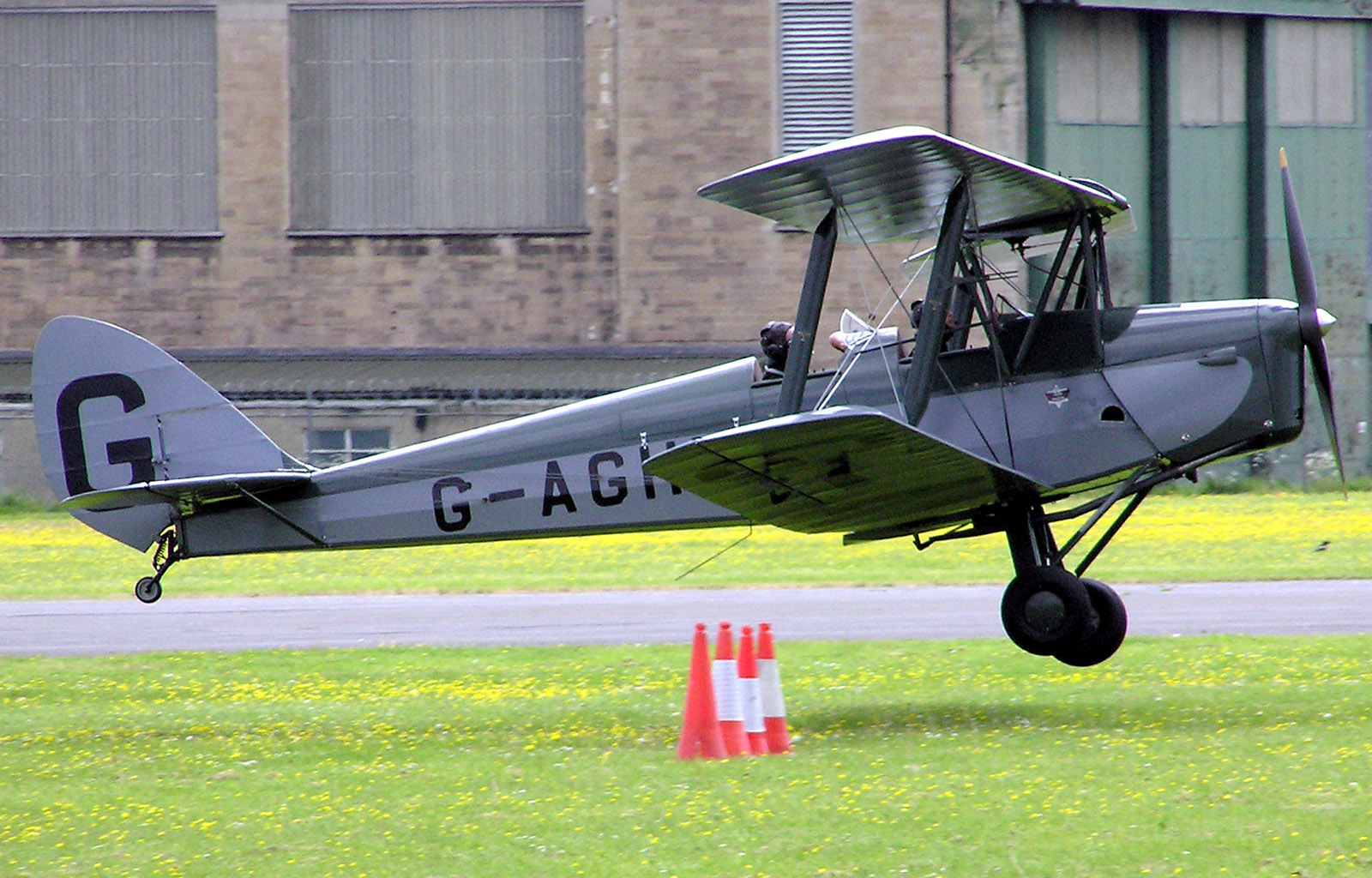
DH.82A タイガー・モス

デ・ハビランド DH.82 タイガー・モス (de Havilland DH.82 Tiger Moth) は、イギリスのデ・ハビランド社製の練習機。愛称のタイガー・モスとはヒトリガの意である。

## 概要
1920年代から民間で広く使用されたDH.60 モスシリーズの軍用型として設計され、開発当初の名称はDH.60T モス・トレーナー(Moth Trainer)だった。初飛行は1931年10月26日。全木製の複葉機で、基本的な外見はモスに似ているが、前席を囲う支柱を前部に移し脱出が容易にできるようにしたため上翼には浅い後退角が付けられた。エンジン換装に伴うカウリングの形状変更により視界も改善された。固定式の降着装置はフロートやスキーに換装することができる。
1931年に採用されてから、初等練習機として軍だけでなく民間の飛行学校でも数多く使用された。海外にも広く輸出され、デ・ハビランド社の工場があるカナダ、オーストラリア、ニュージーランドでも生産された他、ノルウェー、ポルトガル、スウェーデンではライセンス生産された。第二次世界大戦中は主力練習機として多くのパイロットを育成する一方、前線では連絡機として使用された。ビルマ戦線において患者輸送用に改造された機体もある。戦後もしばらくの間は練習機として使用された後、多数の機体が民間に払い下げられた。これらの機体の中には現在でも飛行可能なものが相当数ある。総生産機数は、民間型を含めると8,000機を超える。
日本では、満州事変の際に鹵獲された元国民革命軍機を、関東軍が輸送・連絡機として使用していた。

## 派生型

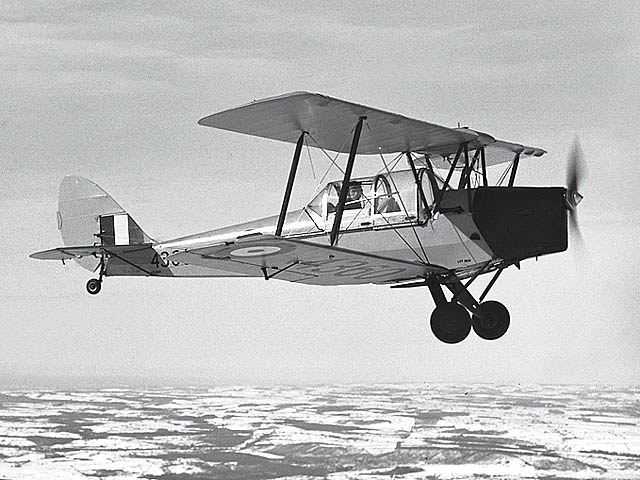
DH.82C

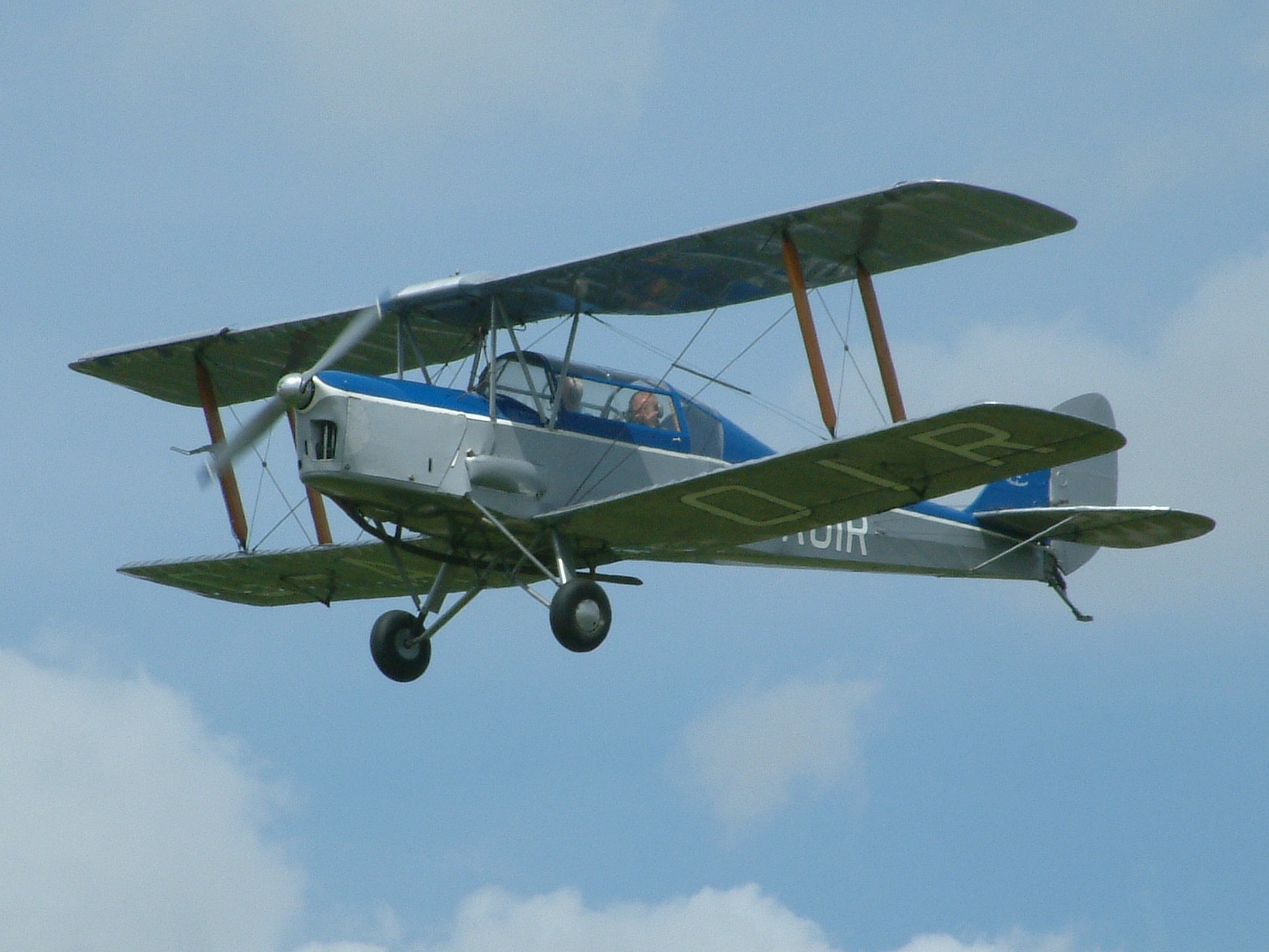
スラクストン ジャッカルー

DH.60T モス・トレーナー
前量産型。
DH.82
最初の量産型。エンジンはデ・ハビランド ジプシーIIIを搭載。イギリス空軍での名称はタイガー・モス Mk.I。
DH.82A
エンジンをデ・ハビランド ジプシー・メジャーIに変更。イギリス空軍での名称はタイガー・モス Mk.II。
DH.82C
カナダ向けの寒冷地仕様。エンジンはジプシー・メジャーICを搭載し、コックピットにはスライド式キャノピーや暖房を追加。また、尾部のスキッドは尾輪になっている。
DH.82C-2/4 メナスコ・モス(Menasco Moth)
エンジンをメナスコ D.4 スーパーパイレートに変更したDH.82C。ジプシー・メジャーの供給が機体の製造に追いつかなくなったため製造された。
PT-24
アメリカ陸軍航空軍が発注したDH.82C。レンドリース法により全てカナダ空軍に引き渡された。
クイーンビー(Queen Bee)
無線操縦が可能なように改造された機。
スラクストン ジャッカルー(Thruxton Jackaroo)
胴体を拡張し4人が乗れるようにした改造機。開放式コックピット型と密閉式コックピット型がある。戦後民間に払い下げられたタイガー・モスには、このように独自改造された機体がかなりある。

## 採用国
アメリカ合衆国
 イギリス
 イスラエル
 イラク
 イラン
 インド
 ウルグアイ
 エジプト
 オーストラリア
 オランダ
 カナダ
 ギリシャ
 コンゴ民主共和国
 スウェーデン
 スペイン
 スリランカ
 タイ
 チェコスロバキア
 デンマーク
 日本
 ニュージーランド
 ノルウェー
 パキスタン
 ビルマ連邦
 フィンランド
 ブラジル
 フランス
 ベルギー
 ポーランド
 ポルトガル
 マレーシア
 南アフリカ共和国
 ユーゴスラビア
 ヨルダン
 ローデシア

## スペック(DH.82A)
- 全長: 7.29 m[3]
- 全幅: 8.94 m[3]
- 全高: 2.66 m[3]
- 空虚重量: 506 kg
- エンジン: デ・ハビランド ジプシー・メジャー 空冷4気筒  130 hp [3]
- 最大速度: 176 km/h[3]
- 上昇限度：4,267 m[3]
- 航続距離: 482 km[3]
- 乗員: 2名[3]